# Niccolò Brancaccio
Niccolò Brancaccio (ur. 1340 w Neapolu − zm. 29 czerwca 1412 we Florencji) – włoski kardynał okresu wielkiej schizmy zachodniej. Arcybiskup Bari (12 kwietnia 1367) i Cosenza (13 stycznia 1377). Doradca królowej Neapolu Joanny I. Po podwójnej papieskiej elekcji w 1378 poparł antypapieża Klemensa VII, mimo że Urban VI był jego krewnym. W nagrodę za poparcie Klemens VII na swoim pierwszym konsystorzu 18 grudnia 1378 mianował go kardynałem prezbiterem Santa Maria in Trastevere. Od 1379 pracował w kurii awiniońskiej. Biskup Albano od kwietnia 1388. Regent Kancelarii Apostolskiej w 1391. Brał udział w konklawe 1394, które wybrało antypapieża Benedykta XIII. W 1398 na krótko opuścił jego obediencję. Wobec braku dobrej woli ze strony obydwu rywalizujących papieży (Grzegorza XII i Benedykta XIII) w 1408 przyłączył się do organizatorów Soboru Pizańskiego, skutkiem czego 21 października tego roku został ekskomunikowany przez Benedykta XIII. Brał udział w konklawe 1409 i konklawe 1410. Legat pizańskiego antypapieża Jana XXIII w Neapolu w 1412. Zmarł w trakcie powrotu z tej legacji.